# Henry Seebohm
Henry Seebohm (Bradford, 1832 — 26 de novembro de 1895) foi um empresário siderúrgico e ornitologista amador, oologista e explorador britânico.

## Biografia
Henry era o filho mais velho de Benjamin Seebohm (1798–1871), que era comerciante de lã em Horton Grange, Bradford. A família mudou-se de Bad Pyrmont, na Alemanha, para a Inglaterra. A mãe de Henry, Estther Wheeler (1798–1864), era neta de William Tuke. Os Seebohms eram ativos na Sociedade de Amigos e Henry estudava na comunidade em York. Ele trabalhou inicialmente em uma mercearia como assistente, mas mudou-se para Sheffield, onde se tornou um fabricante de aço. Ele se casou com Maria, filha de George John Healey, um comerciante em Manchester em 19 de janeiro de 1859.

## História natural
Henry se interessou por história natural na escola e continuou a passar seu tempo livre estudando pássaros em suas viagens. Ele viajou muito, visitando a Grécia, Escandinávia, Turquia e África do Sul. Suas expedições à tundra Yenisey da Sibéria foram descritas em seus dois livros, Siberia in Europe (1880) e Siberia in Asia (1882), que foram combinados na publicação póstuma The Birds of Siberia (1901). Suas expedições incluíram o baixo rio Pechora em 1875 junto com John Alexander Harvie-Brown, bem como uma visita a Heligoland na casa de Heinrich Gätke . Em 1877 ele se juntou a Joseph Wiggins na Sibéria.
Ele foi um dos primeiros ornitólogos europeus a aceitar o sistema trinomial americano para classificar subespécies.
Outras publicações de Seebohm incluíram A History of British Birds (1883), The Geographical Distribution of the family Charadriidae (1887), The Birds of the Japanese Empire (1890) e A Monograph of the Turdidae (1902, concluída por Richard Bowdler Sharpe).
Seebohm legou sua coleção de peles de pássaros ao Museu Britânico. A coleção recebida em 1896 consistia em cerca de 17 000 espécimes. Vários pássaros receberam o nome de Seebohm.

## Publicações
- (1901, reprinted 1985). The Birds of Siberia: To the Petchora Valley. Alan Sutton Publishing. ISBN 0-86299-259-1
- (1901, reprinted 1985). The Birds of Siberia: The Yenesei. Alan Sutton Publishing. ISBN 0-86299-260-5

- (1901) The birds of Siberia; a record of a naturalist's visits to the valleys of the Petchora and Yenesei. J. Murray. London.
- (1893) Geographical distribution of British birds
- (1890) The birds of the Japanese Empire. R.H. Porter, London.
- (1890) Classification of Birds.  R.H. Porter, London.
- (1888) The geographical distribution of the family Charadriidae, or, The plovers, sandpipers, snipes, and their allies. H. Sotheran. London
- (1883) A history of British birds, with coloured illustrations of their eggs. R.H. Porter. London. Volume 1 Volume 2 Volume 3 Volume 4
- (1880) Siberia in Europe: a visit to the valley of the Petchora, in north-east Russia. J. Murray, London.
- (1880) Contributions to the ornithology of Siberia